# Liga del Fútbol Profesional Boliviano 2005
La Liga del Fútbol Profesional Boliviano 2005 è stata la 29ª edizione della massima serie calcistica della Bolivia, ed è stata vinta dal Bolívar nel torneo di Adecuación e dal Blooming in quello di Apertura.

## Formula
La Federazione calcistica boliviana intendeva modificare la cadenza del campionato, cessando di organizzarlo nell'anno solare per andare a ricalcare la struttura di buona parte dei campionati europei: pertanto, il Torneo Adecuación doveva essere un campionato di transizione, e l'Apertura 2005 avrebbe dovuto inaugurare la prima stagione con la nuova formula. Una volta terminato l'Apertura, però, la Federazione optò per il mantenimento della struttura già esistente; pertanto, nel 2006 fu creato il Segundo Torneo quale stagione "cuscinetto" per poter poi ripristinare il modello originario.

## Torneo Adecuación
| Pos. | Squadra           | Pt | G  | V  | N | P  | GF | GS | DR  |
| ---- | ----------------- | -- | -- | -- | - | -- | -- | -- | --- |
| 1.   | Bolívar           | 44 | 22 | 13 | 5 | 4  | 55 | 20 | +35 |
| 2.   | The Strongest     | 43 | 22 | 13 | 4 | 5  | 45 | 19 | +26 |
| 3.   | Oriente Petrolero | 41 | 22 | 12 | 5 | 5  | 39 | 27 | +12 |
| 4.   | Aurora            | 35 | 22 | 10 | 5 | 7  | 37 | 32 | +5  |
| 4.   | Blooming          | 35 | 22 | 11 | 2 | 9  | 27 | 37 | -10 |
| 6.   | Wilstermann       | 34 | 22 | 10 | 4 | 8  | 34 | 24 | +10 |
| 7.   | La Paz            | 33 | 22 | 10 | 3 | 9  | 35 | 33 | +2  |
| 8.   | San José          | 30 | 22 | 8  | 6 | 8  | 48 | 36 | +12 |
| 9.   | Real Potosí       | 27 | 22 | 7  | 6 | 9  | 31 | 42 | -11 |
| 10.  | Destroyers        | 21 | 22 | 6  | 3 | 13 | 29 | 54 | -25 |
| 11.  | Unión Central     | 19 | 22 | 5  | 4 | 13 | 20 | 42 | -22 |
| 12.  | Iberoamericana    | 8  | 22 | 1  | 5 | 16 | 11 | 45 | -34 |

### Verdetti
- Bolívar campione dell'Apertura
- Bolívar, The Strongest e Oriente Petrolero in Coppa Libertadores 2006
- Bolívar e The Strongest in Copa Sudamericana 2005

### Classifica marcatori
| Gol |  |  | Giocatore              | Squadra       |
| --- |  |  | ---------------------- | ------------- |
| 21  |  |  | Rubén Aguilera         | San José      |
| 13  |  |  | Hernán Sillero         | Wilstermann   |
| 12  |  |  | Cristino Jara          | Bolívar       |
| 12  |  |  | Edú Monteiro           | Destroyers    |
| 12  |  |  | Pablo Daniel Escobar   | The Strongest |
| 11  |  |  | Marcos Lenard Aguilera | La Paz        |
| 11  |  |  | Juan Fischer           | Bolívar       |
| 9   |  |  | Alejandro Bejarano     | San José      |
| 9   |  |  | Limberg Gutiérrez      | Bolívar       |
| 8   |  |  | Danner Pachi           | Bolívar       |
| 8   |  |  | Thiago Leitão          | Wilstermann   |

## Torneo Apertura

### Prima fase (Clasificación)

#### Gruppo A
| Pos. | Squadra        | Pt | G  | V | N | P  | GF | GS | DR  |
| ---- | -------------- | -- | -- | - | - | -- | -- | -- | --- |
| 1.   | Blooming       | 26 | 12 | 8 | 2 | 2  | 34 | 13 | +21 |
| 2.   | San José       | 22 | 12 | 7 | 1 | 4  | 22 | 17 | +5  |
| 3.   | The Strongest  | 21 | 12 | 6 | 3 | 3  | 22 | 10 | +12 |
| 4.   | Wilstermann    | 17 | 12 | 5 | 2 | 5  | 21 | 13 | +8  |
| 5.   | Destroyers     | 16 | 12 | 5 | 1 | 6  | 26 | 26 | 0   |
| 6.   | Iberoamericana | 0  | 12 | 0 | 0 | 12 | 6  | 52 | -46 |

#### Gruppo B
| Pos. | Squadra           | Pt | G  | V | N | P | GF | GS | DR  |
| ---- | ----------------- | -- | -- | - | - | - | -- | -- | --- |
| 1.   | Bolívar           | 30 | 12 | 9 | 3 | 0 | 32 | 13 | +19 |
| 2.   | La Paz            | 19 | 12 | 5 | 4 | 3 | 17 | 15 | +2  |
| 3.   | Oriente Petrolero | 18 | 12 | 5 | 3 | 4 | 15 | 17 | -2  |
| 4.   | Real Potosí       | 12 | 12 | 2 | 6 | 4 | 20 | 19 | +1  |
| 5.   | Aurora            | 10 | 12 | 2 | 4 | 6 | 11 | 15 | -4  |
| 5.   | Unión Central     | 10 | 12 | 3 | 1 | 8 | 14 | 30 | -16 |

### Spareggio retrocessione
Disputato tra la penultima classificata in massima serie e la seconda classificata della seconda divisione.

#### Andata
| Santa Cruz de la Sierra 21 novembre 2005    | Destroyers | 1 – 0 | Guabirá | Estadio Ramón Tahuichi Aguilera |
| \| \| \| \| \| Araúz 52’ \| Marcatori \| \| |            |       |         |                                 |
|                                             |            |       |         |                                 |
| Araúz 52’                                   | Marcatori  |       |         |                                 |

#### Ritorno
| Montero 27 novembre 2005                                                                                   | Guabirá   | 1 – 5                                                        | Destroyers | Estadio Gilberto Parada |
| \| \| \| \| \| Mendoza 64’ \| Marcatori \| 21’ Araúz 39’ (rig.), 89’ Edú Monteiro 59’ Ayala 84’ Cabello \| |           |                                                              |            |                         |
| |           |                                                              |            |                         |
| Mendoza 64’                                                                                                | Marcatori | 21’ Araúz 39’ (rig.), 89’ Edú Monteiro 59’ Ayala 84’ Cabello |            |                         |

### Fase finale (Hexagonal)
| Pos. | Squadra           | Pt | G  | V | N | P | GF | GS | DR |
| ---- | ----------------- | -- | -- | - | - | - | -- | -- | -- |
| 1.   | Blooming          | 19 | 10 | 6 | 1 | 3 | 20 | 20 | 0  |
| 2.   | Bolívar           | 14 | 10 | 5 | 2 | 3 | 22 | 17 | +5 |
| 3.   | Oriente Petrolero | 13 | 10 | 4 | 1 | 5 | 11 | 16 | -5 |
| 4.   | La Paz            | 12 | 10 | 3 | 3 | 4 | 17 | 14 | +3 |
| 5.   | The Strongest     | 12 | 10 | 3 | 3 | 4 | 14 | 18 | -4 |
| 6.   | San José          | 10 | 10 | 2 | 4 | 4 | 12 | 11 | +1 |

### Verdetti
- Blooming campione dell'Apertura
- Blooming in Coppa Libertadores 2007
- Bolívar in Copa Sudamericana 2006
- Iberoamericana retrocesso
- Universitario de Sucre promosso dalla seconda divisione

### Classifica marcatori
| Gol |  |  | Giocatore           | Squadra       |
| --- |  |  | ------------------- | ------------- |
| 16  |  |  | Juan Fischer        | Bolívar       |
| 13  |  |  | Gualberto Mojica    | Blooming      |
| 13  |  |  | Dayson Guale        | La Paz        |
| 11  |  |  | Dimas               | Blooming      |
| 10  |  |  | Gabriel Viglianti   | San José      |
| 9   |  |  | Edú Monteiro        | Destroyers    |
| 9   |  |  | Rubén Aguilera      | Real Potosí   |
| 8   |  |  | Lisandro Sacripanti | Blooming      |
| 8   |  |  | Danner Pachi        | Bolívar       |
| 8   |  |  | Líder Paz           | The Strongest |
| 8   |  |  | Joselito Vaca       | Blooming      |